# Анголска лястовица
Анголската лястовица (Hirundo angolensis) е вид птица от семейство Лястовицови (Hirundinidae).

## Разпространение
Видът е разпространен в Ангола, Бурунди, Габон, Замбия, Демократична република Конго, Кения, Малави, Руанда, Танзания и Уганда.